# スベリヒユ科
スベリヒユ科（スベリヒユか、Portulacaceae）は双子葉植物に属する科。熱帯から温帯にかけて広く分布する草本、20属500種ほどからなる。
マツバボタンやハナスベリヒユ（ポーチュラカ）を観賞用に栽培する。日本にはスベリヒユやオキナワマツバボタンが自生し、ヒメマツバボタンやハゼラン等が帰化している。
葉は多くは対生し、多肉化するものが多い。花は両性で放射相称、花被片（花弁様）4-5枚と苞（萼片）2枚をもつ。果実は蒴果。

## 主な属
- スベリヒユ属 Portulaca - スベリヒユ、ハナスベリヒユ、マツバボタン、ヒメマツバボタン、オキナワマツバボタン

APG植物分類体系第3版（APG III）では、ヌマハコベ科（レウイシア属、ヌマハコベ属等）とハゼラン科（ハゼラン属等）とアナカンプセロス科（アナカンプセロス属等）を独立させ、ポーチュラカリア属をディディエレア科に移し、スベリヒユ科はスベリヒユ属のみを含む単型の科となった。
ヌマハコベ科 Montiaceae
- マツゲボタン属 Calandrinia - マツゲボタン
- Calyptridium
- Cistanthe
- ハルヒメソウ属 Claytonia - ハルヒメソウ、ツキヌキヌマハコベ
- Erocallis
- Hectorella
- Lenzia
- レウイシア属 Lewisia - レウイシア
- Lewisiopsis
- Lyallia
- ヌマハコベ属 Montia - ヌマハコベ、マキバヌマハコベ
- ハイマツゲボタン属 Montiopsis - ハイマツゲボタン
- Parakeelya
- Phemeranthus - クサハナビ
- Schreiteria
- Thingia

ハゼラン科 Talinaceae
- Amphipetalum
- ハゼラン属 Talinum - ハゼラン、サンカクハゼラン

アナカンプセロス科 Anacampserotaceae
- アナカンプセロス属 Anacampseros
- Grahamia
- Talinopsis

ディディエレア科 Didiereaceae
- ポーチュラカリア属 Portulacaria - ギンイチョウ

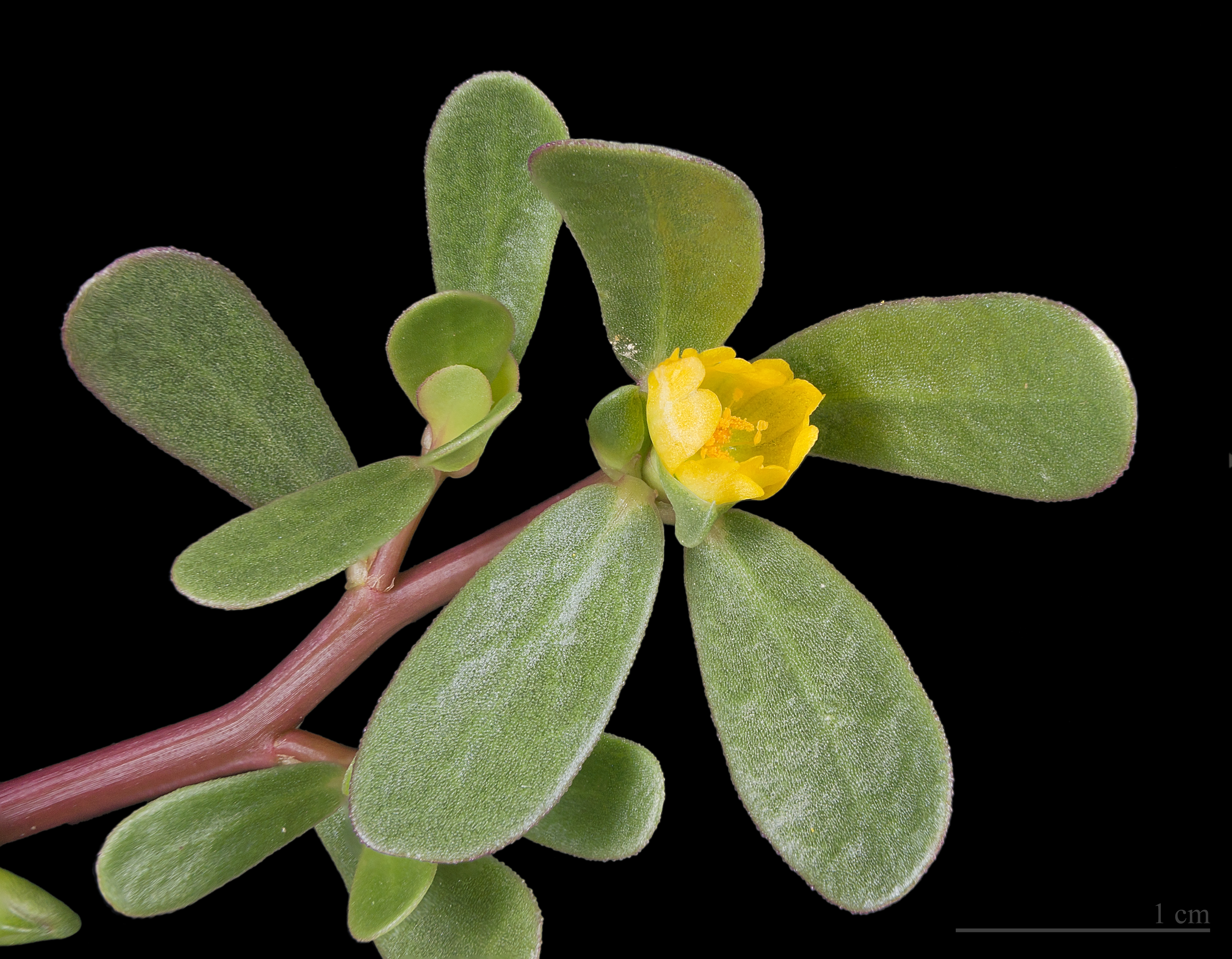
スベリヒユ
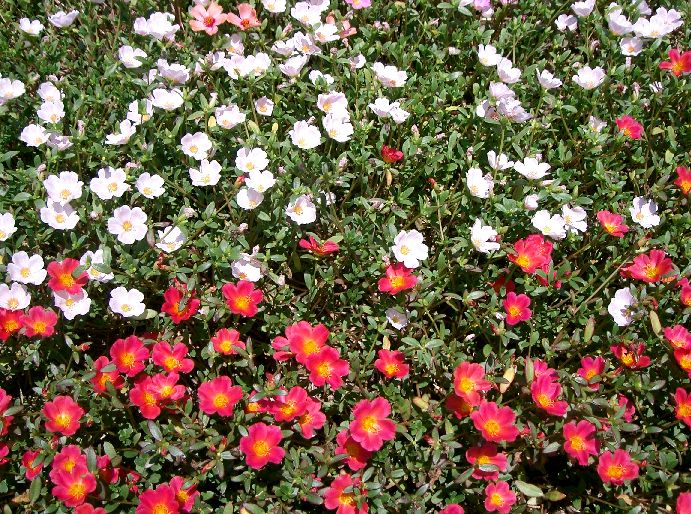
ハナスベリヒユ
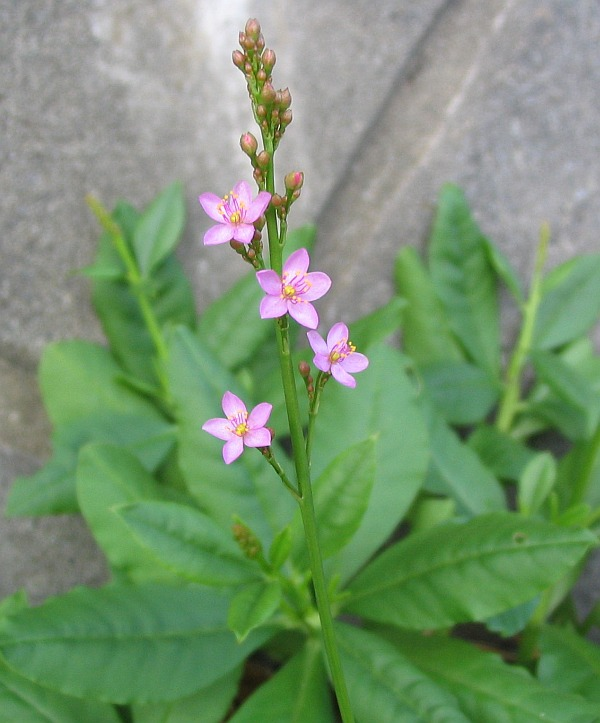
ハゼラン